# Jive Records
Jive Records fue una compañía discográfica británica que se especializó en producir y lanzar música pop y hip hop. Fue una sub-compañía de la desaparecida Zomba Records. Fueron creadas, manejadas y distribuidas en los años 1980 hasta 1987 por Arista Records/BMG, de 1988 a 1990 por RCA/BMG. Jive Records desde 1993 hasta el 2002 se manejó sola. En el 2003, So So Def, Jive Records y LaFace Records fueron absorbidas por Zomba Music Group, que después formarían parte de Sony BMG Music Entertainment (ahora Sony Music Entertainment). Los artistas más destacados de esta compañía incluyen Backstreet Boys, Britney Spears y *NSYNC. El 7 de octubre de 2011, Jive Records, junto a Arista Records y J Records, fueron fusionadas con RCA Records formando así un solo sello para ser dejadas de utilizar. Los artistas de Jive Records pasaron a RCA Records.

## Artistas
Artistas que pertenecían a Jive Records:
| - 3LW - Conmesty - Alicia Keys - A Flock of Seagulls - A Tribe Called Quest - a1 - Aaron Carter - Alex Williams - Alizée - Allison Iraheta - American Juniors - Amel Bent - Baby Huey - Backstreet Boys - Billy Ocean - Bow Wow - Bowling for Soup - BoneCrusher - Britney Spears - Brian Littrell - Bullet for My Valentine - Channing Tatum - Chris Brown - Ciara - Charlie Wilson - Clipse - Comsat Angels - The Dares - Deep Side - Dirtbag | - Dirtie Blonde - Donell Jones - Easyworld - Enric López - Hi-Five - DJ Jazzy Jeff & the Fresh Prince (1985-1999) * Gady Asrilevich - Jean Trash - JC Chasez - Joe - J-Kwon - Jonathan Butler - Jordin Sparks - Justin Timberlake - Kaliphz - Kelis - Kool Moe Dee - Kris Allen - Living Things - MOBB DEEP - MOS - Melissa Lefton - Michael Fredo - Mystikal - Natasha - Nick Cannon - Nick Lachey - Noah - No Secrets - *NSYNC | - Papoose - Petey Pablo - Poodle - R. Kelly - Rasheeda - Run4 - Samantha Fox - Schoolly D - Steps - Syleena Johnson - T-Pain - Thalía - The Pack - The Click - Three Days Grace - Too $hort - Tyra Banks - UGK - Usher - Vitamin C - Whodini - Chris H J - Salo Hoover - 50 cent - Anthony "Romeo" Santos |